# Das Millionenspiel
Das Millionenspiel är en tysk spänningsfilm från 1970 i regi av Tom Toelle, med Jörg Pleva, Dieter Thomas Heck och Dieter Hallervorden i huvudrollerna. Den kretsar kring ett lekprogram i TV där de tävlande jagas av mördare och kan vinna en miljon mark om de lyckas överleva en hel vecka. Filmen bygger på novellen "The prize of peril" av den amerikanske författaren Robert Sheckley.
Filmen hade premiär 18 oktober 1970 på ARD. Den tilldelades Bambipriset och Prix Italia för bästa TV-film 1971. På grund av en rättighetstvist var den länge otillgänglig, men 2002 visades den igen på tysk TV och 2009 gavs den ut på DVD.
Samma novell av Sheckley var även förlaga till den franska filmen Pengarna eller livet från 1983, regisserad av Yves Boisset.

## Medverkande
- Dieter Thomas Heck som Thilo Uhlenhorst, programledare
- Jörg Pleva som Bernhard Lotz
- Friedrich Schütter som Moulian, TV-chef
- Dieter Hallervorden som Köhler, ledare för Köhlerligan
- Peter Schulze-Rohr som Ziegler
- Annemarie Schradiek som Lotz' mor
- Theo Fink som Hänsel, medlem i Köhlerligan
- Josef Fröhlich som Witte, medlem i Köhlerligan
- Elisabeth Wiedemann som fru Steinfurth
- Suzanne Roquette som Claudia von Hohenheim